# Beauvallon (Drôme)
Beauvallon ist eine französische Gemeinde mit 1.638 Einwohnern (Stand: 1. Januar 2022) im Département Drôme in der Region Auvergne-Rhône-Alpes; sie gehört zum Arrondissement Valence und zum Kanton Valence-3. Die Einwohner heißen Beauvallonnais(es).

## Geographie
Beauvallon liegt am Fluss Véore, einem Zufluss der Rhône, sechs Kilometer südlich der Innenstadt von Valence. Beauvallon wird umgeben von den Nachbargemeinden Portes-lès-Valence im Norden und Westen, Montéléger im Osten sowie Étoile-sur-Rhône im Süden.

## Bevölkerungsentwicklung
| Jahr                       | 1962 | 1968 | 1975 | 1982 | 1990 | 1999 | 2006 | 2019 |
| Einwohner                  | 424  | 481  | 975  | 1614 | 1519 | 1685 | 1636 | 1599 |
| Quellen: Cassini und INSEE |      |      |      |      |      |      |      |      |

## Sehenswürdigkeiten
- Kirche Saint-Jean-Baptiste aus dem 12. Jahrhundert
- protestantische Kirche
- Schloss Beauvallon mit Park aus dem 16. Jahrhundert
- Villa Sabi-Bas
- Lavoir (ehemaliges öffentliches Waschhaus)
- Steintor

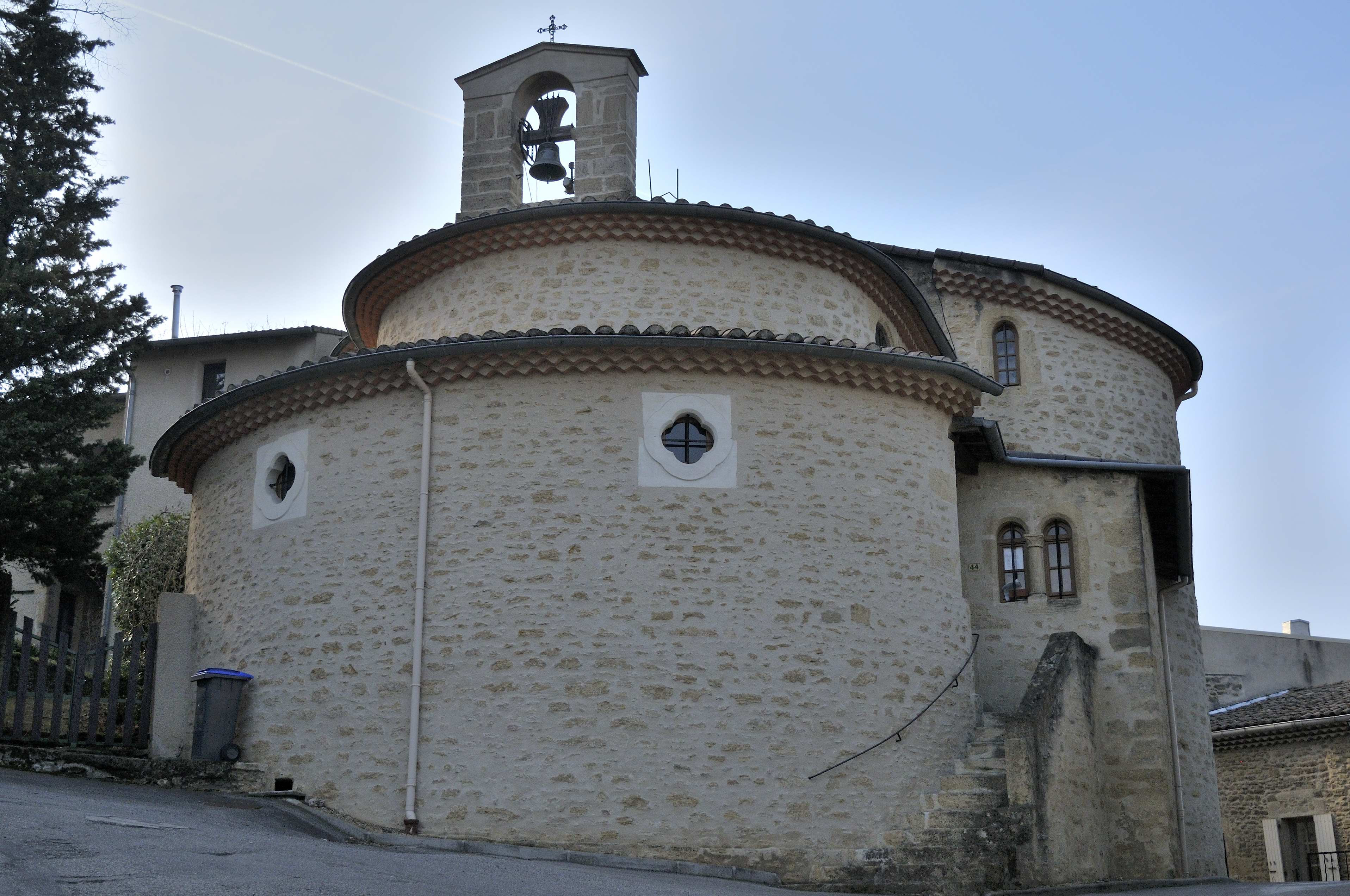
Kirche Saint-Jean-Baptiste
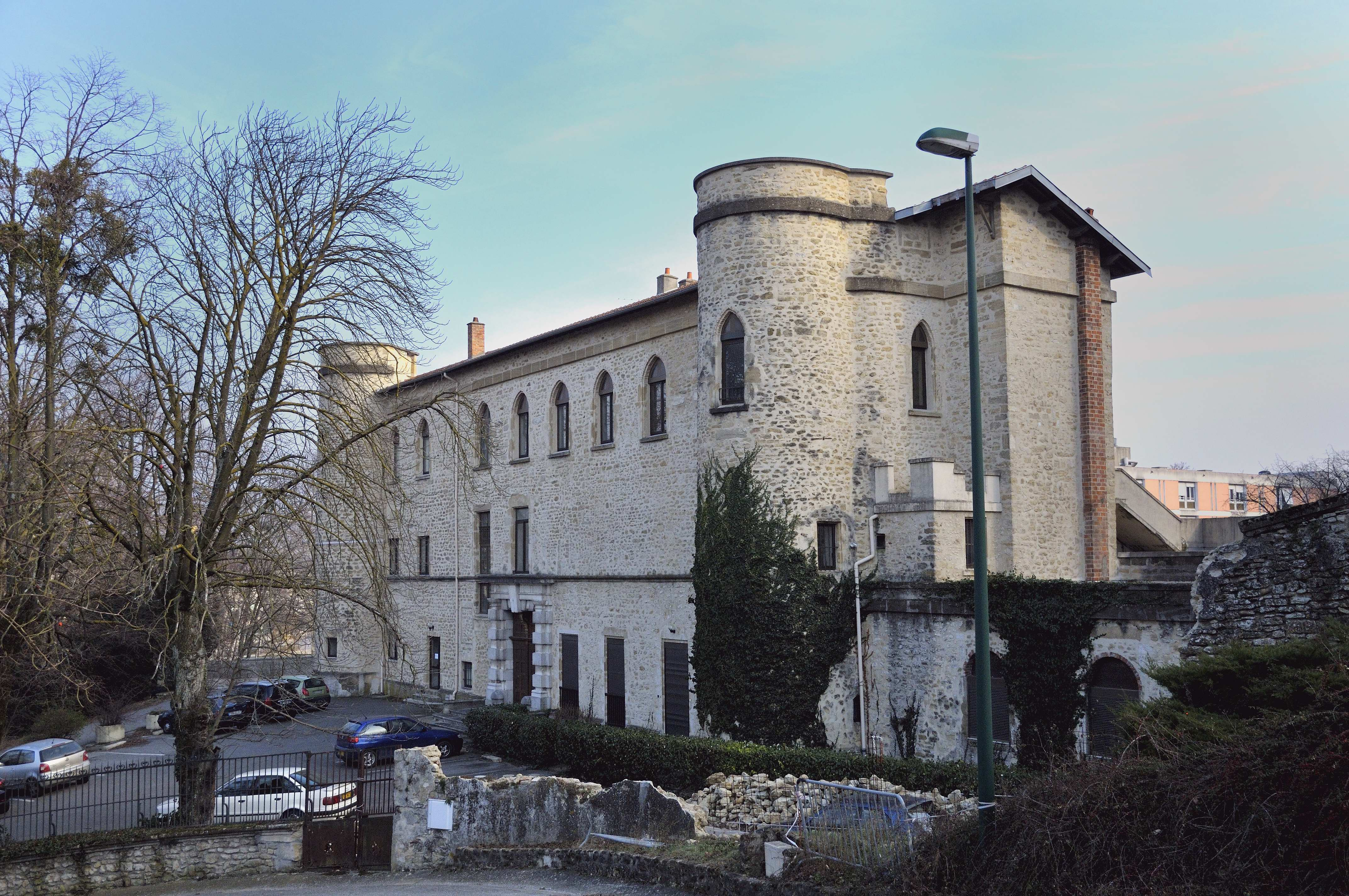
Schloss Beauvallon
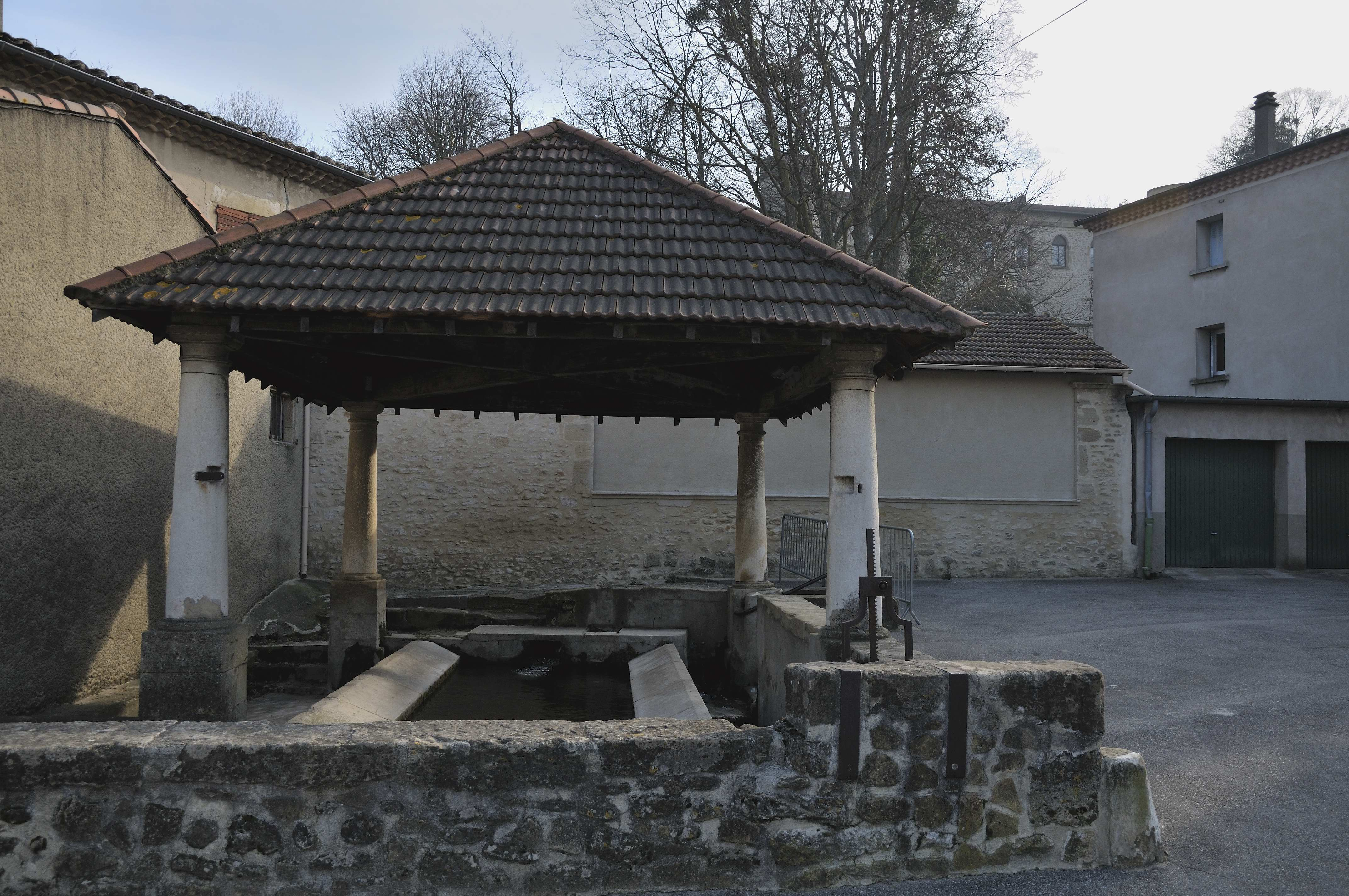
Lavoir

## Persönlichkeiten
- Henri Desgrange (1865–1940), Radrennfahrer
- Sébastien Chabal (* 1977), Rugbyspieler